# Brachys varicolor
Brachys varicolor es una especie de escarabajo barrenador metálico del género Brachys, categorizada en la tribu Trachyini, de la subfamilia Agrilinae.

## Distribución
La especie se distribuye por América del Norte: México.

## Taxonomía
Fue descrita científicamente por Gory & Laporte en 1840.